# Vršovice (Ústí nad Labem)
Vršovice é uma comuna checa localizada na região de Ústí nad Labem, distrito de Louny.